# The Lady of the Photograph
The Lady of the Photograph er en amerikansk stumfilm fra 1917 af Ben Turbett.

## Medvirkende
- Shirley Mason som Marjorie Van Dam.
- Raymond McKee som Ferdinand Latimer.
- Royal Byron som John Brown.
- Dudley Hill som Eric Latimer.
- William Calhoun som Cornelius Van Dam.